# Arthropodium minus
Arthropodium minus är en sparrisväxtart som beskrevs av Robert Brown. Arthropodium minus ingår i släktet Arthropodium och familjen sparrisväxter. Inga underarter finns listade i Catalogue of Life.